# Chaetodontoplus dimidiatus
Chaetodontoplus dimidiatus là một loài cá biển thuộc chi Chaetodontoplus trong họ Cá bướm gai. Loài này được mô tả lần đầu tiên vào năm 1860.

## Từ nguyên
Từ định danh của loài trong tiếng Latinh có nghĩa là "chia đôi", hàm ý đề cập đến hai màu sắc trên cơ thể của chúng, xám ở trên và đen ở dưới.

## Phạm vi phân bố và môi trường sống
C. dimidiatus là một loài đặc hữu của Đông Indonesia. Loài này chỉ được biết đến tại vùng biển phía đông bắc Sulawesi, xung quanh quần đảo Maluku và ngoài khơi phía tây tỉnh Tây Papua.
C. dimidiatus sống trên các rạn san hô viền bờ, đặc biệt là những nơi có dòng chảy mạnh và nước trồi, độ sâu từ 5 đến ít nhất là 40 m. C. dimidiatus sống phổ biến ở những khu vực có sự phát triển phong phú của san hô mềm; cá con sống gần các rạn san hô trên nền đáy bùn.

## Mô tả
C. dimidiatus có chiều dài cơ thể tối đa được biết đến là 22 cm. Loài này cùng với Chaetodontoplus melanosoma và Chaetodontoplus vanderloosi tạo thành phức hợp loài melanosoma do cả 3 loài đều có kiểu hình khá giống nhau.
C. dimidiatus và C. melanosoma đều có một vùng màu xám ở thân trên, vùng thân còn lại màu đen, lốm đốm các vệt màu vàng ở trên mặt; cá con có kiểu hình giống nhau. Tuy nhiên, màu sắc vây đuôi của hai loài có sự khác biệt: đuôi của C. dimidiatus có màu vàng hoàn toàn, trong khi đuôi của C. melanosoma và C. vanderloosi có màu đen viền vàng ở rìa sau. Vây hậu môn và vây lưng của cả 3 loài đều có viền vàng ở rìa sau.
Chính vì sự khác biệt kể trên mà C. dimidiatus chỉ được xem là một biến thể kiểu hình của C. melanosoma bởi nhiều tác giả, nhưng khi Allen & Steene mô tả C. vanderloosi vào năm 2004 thì C. dimidiatus lại được xem là loài hợp lệ. C. cf melanosoma, quần thể ở Nhật Bản được cho là một biến thể kiểu hình của C. melanosoma, cũng có đuôi hoàn toàn là màu vàng.
Số gai vây lưng: 13; Số tia vây ở vây lưng: 17–19; Số gai vây hậu môn: 3; Số tia vây ở vây hậu môn: 17–19.

### Trích dẫn
- Gerald R. Allen; Roger C. Steene (2004). “Chaetodontoplus vanderloosi, A new species of angelfish (Pomacanthidae) from Papua New Guinea” (PDF). aqua, Journal of Ichthyology and Aquatic Biology. 8 (1): 23–30.Quản lý CS1: sử dụng tham số tác giả (liên kết)